# Anaxipha nemobioides
Anaxipha nemobioides är en insektsart som beskrevs av Lucien Chopard 1925. Anaxipha nemobioides ingår i släktet Anaxipha och familjen syrsor. Inga underarter finns listade i Catalogue of Life.